# Đuro Kodžo
Đuro Kodžo (Bjelajce, 13. svibnja 1971.) je atletičar i reprezentativac Bosne i Hercegovine u disciplini maraton i polumaraton. Član je Atletskog kluba „Petar Mrkonjić” iz Mrkonjić Grada. Na području općine je nekoliko puta proglašavan za sportaša godine.
Sudjelovao je na brojnim športskim natjecanjima, među kojima se posebno izdvajaju Ljetnje olimpijske igre u Sydneyu 2000. i Svjetsko prvenstvo u atletici 2001. održano u Edmontonu. Rekorder je u disciplini polumaraton na razini Bosne i Hercegovine. Na 17. zagrebačkom maratonu je ostvario normu za sudjelovanje na Svjetskom atletskom prvenstvu u Berlinu 2009. godine.